# Parkesia
Parkesia är ett fågelsläkte i familjen skogssångare inom ordningen tättingar. Släktet omfattar endast två arter som häckar dels i norra Nordamerika, dels i östra USA, vintertid till Västindien och norra Sydamerika:
- Nordlig piplärksångare (P. noveboracensis)
- Sydlig piplärksångare (P. motacilla)

De fördes tidigare till släktet Seiurus, men DNA-studier visar att de är endast avlägset släkt.